# Ratpenat frugívor del Ruwenzori
El ratpenat frugívor del Ruwenzori (Stenonycteris lanosus) és una espècie de ratpenat de la família dels pteropòdids. Viu a la República Democràtica del Congo, Etiòpia, Kenya, Malawi, Ruanda, el Sudan del Sud, Tanzània i Uganda. El seu hàbitat natural són els boscos humits tropicals de l'estatge montà, tot i que també viu a matollars i boscos secundaris. Està amenaçat per la caça, la desforestació i l'activitat espeleològica.